# Aenasius advena
Aenasius advena är en stekelart som beskrevs av Compere 1937. Aenasius advena ingår i släktet Aenasius och familjen sköldlussteklar. Inga underarter finns listade i Catalogue of Life.